# مانولو پرز
مانولو پرز (انگلیسی: Manolo Pérez؛ زادهٔ ۳۱ اوت ۱۹۷۶) بازیکن فوتبال اهل اسپانیا است.
از باشگاه‌هایی که در آن بازی کرده‌است می‌توان به باشگاه فوتبال هرکولس، باشگاه فوتبال اسپانیول، باشگاه فوتبال بارسلونا سی، باشگاه فوتبال آلباسته بالومپیه، باشگاه فوتبال الچه، باشگاه فوتبال کادیس، و باشگاه فوتبال بارسلونا اشاره کرد.